# Michel Wintacq
Michel Wintacq (ur. 2 października 1955) – belgijski piłkarz grający na pozycji prawego obrońcy. Był reprezentantem Belgii.

## Kariera klubowa
Swoją karierę piłkarską Wintacq rozpoczął w juniorach klubu RLC Hornu. W 1974 roku został zawodnikiem RAA Louviéroise i w sezonie 1974/1975 zadebiutował w jego barwach w drugiej lidze belgijskiej. W sezonie 1976/1977 awansował z nim do pierwszej ligi. W RAA Louviéroise grał do końca sezonu 1978/1979, w którym klub ten spadł do drugiej ligi.
Latem 1979 Wintacq przeszedł do RFC Liège i grał w nim przez cztery sezony. W 1983 roku został zawodnikiem innego klubu z Liège, Standardu. Jego zawodnikiem był do końca sezonu 1987/1988. W latach 1988–1991 był zawodnikiem drugoligowego Racing Jet Wavre. Karierę kończył w 1991 roku jako zawodnik US Centre.
| Sezon   | Klub             | Kraj   | Rozgrywki     | Mecze | Gole |
| ------- | ---------------- | ------ | ------------- | ----- | ---- |
| 1974/75 | RAA Louviéroise  | Belgia | Tweede klasse | ?     | ?    |
| 1975/76 | RAA Louviéroise  | Belgia | Tweede klasse | ?     | ?    |
| 1976/77 | RAA Louviéroise  | Belgia | Tweede klasse | ?     | ?    |
| 1977/78 | RAA Louviéroise  | Belgia | Eerste klasse | ?     | ?    |
| 1978/79 | RAA Louviéroise  | Belgia | Eerste klasse | 31    | 3    |
| 1979/80 | RFC Liège        | Belgia | Eerste klasse | 29    | 2    |
| 1980/81 | RFC Liège        | Belgia | Eerste klasse | 28    | 2    |
| 1981/82 | RFC Liège        | Belgia | Eerste klasse | 31    | 5    |
| 1982/83 | RFC Liège        | Belgia | Eerste klasse | 31    | 7    |
| 1983/84 | Standard Liège   | Belgia | Eerste klasse | 29    | 6    |
| 1984/85 | Standard Liège   | Belgia | Eerste klasse | 32    | 2    |
| 1985/86 | Standard Liège   | Belgia | Eerste klasse | 24    | 0    |
| 1986/87 | Standard Liège   | Belgia | Eerste klasse | 22    | 0    |
| 1987/88 | Standard Liège   | Belgia | Eerste klasse | 17    | 0    |
| 1988/89 | Racing Jet Wavre | Belgia | Tweede klasse | ?     | ?    |
| 1989/90 | Racing Jet Wavre | Belgia | Tweede klasse | ?     | ?    |
| 1990/91 | Racing Jet Wavre | Belgia | Tweede klasse | ?     | ?    |
| 1991/92 | US Centre        | Belgia | V liga        | ?     | ?    |

## Kariera reprezentacyjna
W reprezentacji Belgii Wintacq zadebiutował 12 października 1983 w zremisowanym 1:1 meczu eliminacji do Euro 84 ze Szkocją, rozegranym w Glasgow. Był to jego jedyny mecz w kadrze narodowej.